# Багадя (Верхневилюйский улус)
Багадя (якут. Баҕадьа, Сургуулук) — село в Верхневилюйском улусе Якутии России. Административный центр Сургулукского наслега.

## География
Село расположено на северо-западе региона, в пределах географической зоны таёжных лесов Вилюйского плато Среднесибирского плоскогорья, у озера Багадя. Расстояние до улусного центра — села Верхневилюйск — 150 км.. Площадь села — 270 гектар.

## Kлимат
В данном населённом пункте, как и в целом районе, наблюдается резко континентальный климат, характеризующийся длительной зимой и коротким летом. В зимний период температура варьируется от -30 до -50 °C, в то время как летом она составляет от +7 до +40 °C. Общая продолжительность снежного покрова достигает 6-7 месяцев в году. Среднегодовая температура составляет 11,1°С.
Осадки, как и в других регионах с подобным климатом, редки. Село расположено в зоне Республики Саха (Якутия), что характерно для данного региона. Основная часть осадков выпадает летом в виде дождя, а зимой — в виде снега.

## История
История села начинается в 1903 году, когда 19 июля Общее присутствие Якутского областного управления рассмотрело вопрос об отделении Сургулукского рода от 1-го Удюгейского наслега Верхневилюйского улуса. Представители Сургулукского рода, состоящие из 86 семейств и общей численностью 232 человека, подали ходатайство об образовании самостоятельного наслега, предложив название «Сургулукский наслег». Одной из причин, обоснованных в ходатайстве, была удалённость их местожительства от коренного населения, составляющая 150 вёрст.
Общее присутствие признало ходатайство соответствующим требованиям статей 46 и 62 Положения об инородцах и приняло решение о создании самостоятельного наслега «Сургулукский наслег» с образованием отдельного родового управления. Однако реализация этого решения была отложена до получения утверждения от министра внутренних дел.
25 октября 1903 года Главный начальник края утвердил образование Сургулукского наслега в Верхневилюйском улусе, что стало важным шагом в административном устройстве региона.
В 1920 году, 10 апреля, в фонде Вилюйского уездного революционного комитета был зафиксирован протокол собрания вновь образующегося Ыйыласского наслега Удюгейской волости. Доверенным по отделению Ыйыласского рода в особый наслег Яковым Семеновым было предложено организовать отдельный самостоятельный исполком на основании распоряжения Волнаркома Кардашевского и в соответствии с постановлением Вилюйского Уездного Революционного Комитета от 2 апреля 1920 года.
В 1932 году в селе Багадя было основано колхозное хозяйство под названием "Калинин". Председателями данного колхоза стали С.И. Семенов и А.И. Саввинов.
В 1935 году в Ыйыласе был организован колхоз "Уhук кыраай", председателем которого стал А.Ф. Филиппов. В восточной части Сургуулук был создан колхоз имени "Куйбашев", председателем которого был избран А.А. Никифоров. В 1939 году к этому колхозу присоединился колхоз по имени "Сталин". В 1950 году колхоз "Сталин", состоящий из 61 хозяйства, а также колхоз "Калинин", который включал 40 хозяйств, и его председателем стал К.Г. Прокопьев. С 1953 по 1958 годы председателем колхоза являлся В.З. Анисимов. В развитии села Багадя значительную роль сыграли данные колхозы, способствовавшие его развитию.
С началом Второй мировой войны 76 жителей села Багадя отправились на фронт для защиты Родины. Из них 49 человек погибли на поле боя или пропали без вести. В живых остались 27 человек.
В 1970-е по 1980-е годы в селе бурно развивалось сельское хозяйство.
После распада Советского Союза, 26 декабря 1991 года, село было включено в состав Российской Федерации.
В соответствии с законодательством Республики Саха (Якутия) от 30 ноября 2004 года N 173-З N 353-III, населенный пункт Багадя во главе образованное муниципальное образование под названием Сургулукский наслег.

## Общее население
| 1989 | 2002 | 2010 | 2021 |
| ---- | ---- | ---- | ---- |
| 500  | ↗522 | ↘460 | ↘335 |

По данным всероссийской переписи 2002 года, в национальной структуре населения якуты составляли 99 % от общей численности населения.
Согласно данным Всероссийской переписи населения 2020-2021 года, якуты составляют 99% от общей численности населения села.

## Инфраструктура
Дом культуры, средняя общеобразовательная школа, учреждения здравоохранения и торговли, пожарная станция.
Животноводство (мясо-молочное скотоводство, мясное табунное коневодство).
Локальный водопровод; введен в рамках реализации федеральной целевой программы «Устойчивое развитие сельских территорий» за 2014—2018 годы
В рамках обеспечения жителей села Багадя доступным интернетом была внедрена технология 4G (четвертое поколение сотовых сетей).
26 декабря 2024 года в селе, было торжественно открыто новое образовательное учреждение — школа-сад. Завершение строительства данной школы стало важным событием для местного сообщества, обеспечив детей современными условиями для обучения и развития.

## Транспорт
Просёлочные дороги.
Зимник.